# Институт экспериментальной ветеринарии Сибири и Дальнего Востока
Институт экспериментальной ветеринарии Сибири и Дальнего Востока (ИЭВС и ДВ) — российская научная организация, самый крупный на территории Сибири научно-исследовательский институт ветеринарной медицины. Основан в 1974 году на базе Новосибирской научно-исследовательской станции.  Расположен в Краснообске (Новосибирский район).

## Деятельность
- исследования вопросов краевой эпизоотологии для создания обоснованных методов борьбы с эпизоотиями и организации профилактических мер против эпизоотий

- создание методологических и теоретических основ, различных способов профилактики и лечения наиболее распространённых незаразных и заразных заболеваний сельскохозяйственных животных

- разработка лечебных и диагностических медицинских препаратов, ветеринарных приборов и оборудования для профилактики, диагностики и лечения сельскохозяйственных животных

- создание научно-обоснованных рекомендаций по вопросам ветеринарного обслуживания предприятий сельского хозяйства

- исследование патологии и физиологии сельскохозяйственных животных при ведении животноводства на базе промышленности и животных крестьянских фермерских хозяйств

- изыскание на базе биотехнологических методов и методов генной инженерии действенных экспресс-методов распознавания заразных болезней животных, степени естественной резистентности и группового иммунитета животных

- исследование воздействия новых видов ветеринарного обслуживания в хозяйствах, а также промышленных технологий при ведении животноводства на эпизоотический процесс

- разработка мероприятий, направленных на повышение плодовитости животных; профилактика бесплодия

## Научные разработки
Институт разработал более 200 пособий, методических рекомендаций и положений, более 30 препаратов, создал более 20 диагностических тест-систем, получил 122 патента на изобретения и 6 патентов на полезную модель. Сотрудники института сделали более 100 научных разработок, многие из которых нашли широкое применение в ветеринарии.
Институтом разработаны технологии эпизоотологического исследования, созданы средства и методы борьбы против бруцеллёза и лейкоза крупного рогатого скота. Исследована взаимосвязь туберкулёза человека и животных. Разработана технология дифференциации праалергических реакций на туберкулин крупного рогатого скота, созданы иммуномодуляторы (вестин, поливедрин) для повышения защитных свойств противотуберкулёзных свойств БЦЖ. Проведены значительные исследования, связанные с некробактериозом, создана система профилактических мероприятий, касающихся массовых болезней конечностей крупного рогатого скота и т. д.

### Тест-системы
- тест-система распознавания геномной ДНК Mycobacteriumparatuberculosis
- тест-система распознавания геномной ДНК вируса инфекционной анемии у цыплят способом полимеразной цепной реакции
- тест-система распознавания вирусной диареи способом полимеразной цепной реакции
- тест-система, позволяющая диагностировать распираторно-синцитиальные инфекции крупного рогатого скота посредством полимеразной цепной реакции
- тест-система для диагностики геномной ДНК вируса болезни Марека способом полимеразной цепной реакции
- тест-система ПЦР для выявления инфекционного ринотрахеита крупного рогатого скота
- тест-система ПЦР для обнаружения некробактериоза животных
- тест-система распознавания инфекционного ринотрахеита крупного рогатого скота с помощью молекулярной гибридизации

### Лекарственные препараты
- «Некрогель» — комплексный лекарственный препарат для локального применения против гнойных ран и некробактериоза поражения конечностей.

- «Вестин» — лекарственное средство, стимулирующее иммунную систему животных.

- «Полирибонат» — медицинское средство, способствующее иммунокоррекции и депонированию вакцины.

- «Оваринин» — лекарство, применяемое при акушерско-гинекологических заболеваниях животных.

- «Керавит» — препарат, используемый при кератоконъюнктивите.

- «Маститом» — лекарственный препарат для лечения коровьего мастита, порождаемого условно-патогенной микрофлорой.

### Оборудование
Институт разработал ветеринарный электронный кутиметр для оценки аллергических реакций во время диагностики туберкулёза у крупного рогатого скота. Предназначен для сельскохозяйственных предприятий и ветеринарных служб субъектов России.

## Лаборатории
- Лаборатория туберкулеза сельскохозяйственных животных
- Лаборатория оптимизации противоэпизоотических систем
- Лаборатория лейкозов
- Лаборатория биотехнологии — диагностический центр
- Лаборатория вирусологии
- Лаборатория болезней птиц
- Лаборатория генной инженерии
- Лаборатория некробактериоза сельскохозяйственных животных
- Лаборатория ветеринарной паразитологии и болезней свиней
- Лаборатория болезней молодняка
- Лаборатория воспроизводства и адаптации сельскохозяйственных животных
- Лаборатория по разработке новых методов лечения животных
- Лаборатория истории и организации ветеринарного дела

## Директора института
- Алексей Александрович Свиридов (1974—1980)
- Симон Иванович Джупина (1980—1996)
- Александр Семёнович Донченко (1996—2013)
- Николай Александрович Донченко (2013—2023)

## Награды
В 1983, 1986 и 1989 годах институту  присуждалось переходящее Красное знамя ЦК КПСС, СМ СССР, ВЦ СПС и ЦК ВЛКСМ. За научные разработки институт награждался золотыми и серебряными медалями и дипломами Главного комитета ВДНХ.
Сотрудникам института А. С. Донченко, П. И Смирнову и Ф. А. Волкову присуждено звание Заслуженного деятеля науки РФ; сотрудникам С. И. Джупине, П. Н. Никанорову, С. И. Прудникову, А. М. Шадрину, М. Н. Шадриной — звание Заслуженного ветеринарного врача Российской Федерации.